# ハインツ小体
ハインツ小体（ハインツしょうたい、英:Heinz body）とは酸化障害によるヘモグロビンの酸化変性物の集塊（封入体）。血液塗抹標本上で焦点をずらすことによって、屈折性の顆粒として観察できる。イヌではタマネギ中毒や薬物誘発性（アセトアミノフェンやプロピレングリコールなど）の溶血性貧血で認められることが多い。ネコでは糖尿病性ケトアシドーシスの際に認められる。ロマノフスキー染色では透明、ニューメチレン青染色、ブリリアントクレシル青染色では青色に染まる。